# ŽOK Rijeka
Maillots
ŽOK Rijeka est un club croate de volley-ball fondé en 1947 et basé à Rijeka, évoluant pour la saison 2018-2019 en Superliga.

## Palmarès
- Championnat de Yougoslavie
  - Vainqueur : 1973, 1974.
  - Finaliste : 1975, 1976.
- Championnat de Croatie
  - Vainqueur : 1999, 2000, 2001, 2007, 2008, 2009, 2010, 2011, 2012, 2013.
  - Finaliste : 1993, 1994, 1996, 1997, 2006.
- Coupe de Yougoslavie
  - Vainqueur : 1973, 1975, 1977, 1978.
- Coupe de Croatie
  - Vainqueur : 1998, 1999, 2000, 2005, 2006, 2007, 2008, 2009, 2012.
  - Finaliste :1993, 1994, 1995, 1996, 2010, 2011, 2018.

## Effectifs

### Saison 2018-2019
| No                                        | Nom                                       | Date de naissance                         | Taille                         | Poids                          | Poste                          |
| ----------------------------------------- | ----------------------------------------- | ----------------------------------------- | ------------------------------ | ------------------------------ | ------------------------------ |
| 1                                         | Marta Cvitković                           | 19 août 2001                              | 186                            | 68                             | Centrale                       |
| 2                                         | Ana Grbac                                 | 23 mars 1988                              | 187                            | 64                             | Passeuse                       |
| 3                                         | Astrid Popić                              | 24 juillet 1998                           | 175                            | 65                             | Centrale                       |
| 4                                         | Ivana Miloš                               | 7 mars 1986                               | 187                            | 70                             | Centrale                       |
| 5                                         | Sara Barać                                | 1er octobre 1996                          | 169                            |                                | Passeuse                       |
| 6                                         | Barbara Fabulić                           | 24 décembre 1997                          | 172                            | 60                             | Libero                         |
| 7                                         | Natalia Tomić                             | 4 janvier 2002                            | 184                            | 60                             | Réceptionneuse-attaquante      |
| 8                                         | Marija Vrban                              | 2 avril 2002                              | 184                            | 64                             | Passeuse                       |
| 9                                         | Tea Milosavljević                         | 19 juin 1995                              | 176                            | 68                             | Attaquante                     |
| 10                                        | Lea Boban                                 | 7 février 1998                            | 185                            | 72                             | Centrale                       |
| 11                                        | Tamara Popić                              | 17 février 2000                           | 178                            | 68                             | Passeuse                       |
| 13                                        | Anja Žarković                             | 20 janvier 1997                           | 178                            | 63                             | Réceptionneuse-attaquante      |
| 14                                        | Ana Mioč                                  | 9 octobre 1996                            | 183                            | 69                             | Attaquante                     |
| 16                                        | Ivana Šćulac                              | 21 janvier 1995                           | 180                            | 67                             | Réceptionneuse-attaquante      |
| 17                                        | Sara Bačvarova                            | 9 mai 1994                                | 162                            |                                | Libero                         |
| 18                                        | Maja Cvijić                               | 29 juillet 1995                           | 180                            | 73                             | Libero                         |
|                                           |                                           |                                           |                                |                                |                                |
| Encadrement technique                     | Encadrement technique                     |                                           | Légende                        | Légende                        | Légende                        |
| Entraîneur : Igor Lovrinov                | Entraîneur : Igor Lovrinov                | Entraîneur : Igor Lovrinov                | : Capitaine                    | : Capitaine                    | : Capitaine                    |
| Entraîneur(s) adjoint(s) : Jurić Krešimir | Entraîneur(s) adjoint(s) : Jurić Krešimir | Entraîneur(s) adjoint(s) : Jurić Krešimir | : Joueuse blessée actuellement | : Joueuse blessée actuellement | : Joueuse blessée actuellement |